# Castelleone
Castelleone es una localidad y comune italiana de la provincia de Cremona, región de Lombardía, con 9.537 habitantes.
Fue parte de la República de Venecia de 1499 a 1509, cuando fue tomada por las tropas imperiales durante la Guerra de la Liga de Cambrai. Permaneció en poder español como parte del Ducado de milán, hasta su conquista por los austriacos en septiembre de 1706. 

## Evolución demográfica
| Gráfica de evolución demográfica de Castelleone entre 1861 y 2001 |
|                                                                   |
| Fuente ISTAT - elaboración gráfica de Wikipedia                   |